# 安乐河乡
安乐河乡是中国陕西省汉中市宁强县下辖的一个乡。

## 行政区划
安乐河乡下辖以下行政区：
安乐河村、任家坝村、石垭子村、唐家河村、刘家坪村、张家坝村、八海河村